# Maréchal Joffre (cépage)
Pour les articles homonymes, voir Maréchal Joffre.
Le Maréchal Joffre est un cépage de raisins noirs.

## Origine et répartition géographique
Le Maréchal Joffre est une obtention de Eugène Kuhlmann vers 1911 en croisant (Vitis riparia × Vitis rupestris) × Goldriesling dans les installations du Institut Viticole Oberlin à Colmar en Alsace et commercialisé à partir de 1921.
Le cépage est un hybride avec des parentages de Vitis vinifera, Vitis riparia et Vitis rupestris.
Des plantations sont connus aux États-Unis.
Du même croisement sont issus les cépages Lucie Kuhlmann, Léon Millot, Maréchal Foch, Pinard, Etoile I, Etoile II et le Triomphe d'Alsace.
Le nom du cépage a été choisi en hommage à Joseph Joffre, Maréchal de France.

## Aptitudes culturales
La maturité est de première époque précoce: 5 - 6 jours avant le chasselas.

## Potentiel technologique
Les grappes sont petites et les baies sont de taille petite. La grappe est cylindrique, ailée et lâche. Le cépage est peu vigoureux.

## Synonymes
Le Maréchal Joffre est connu sous le nom 187-1 Kuhlmann